# لجنة عدم التدخل في الحرب الأهلية الإسبانية
لجنة عدم التدخل والمعروفة أيضًا باسم لجنة لندن هي منظومة انشئت سنة 1936 بناءً على اقتراح من فرنسا وبدعم من المملكة المتحدة بهدف التحقق من درجة الامتثال لمعاهدة عدم التدخل التي سعت إلى منع التدخل الأجنبي في الحرب الأهلية الإسبانية وتدويل الصراع في وقت من التوتر الشديد بين الديمقراطيات والديكتاتوريات في أوروبا. وبالرغم من انضمام العديد من الدول إليها تباعا، إلا أنه لم تحترم الالتزامات التي قطعتها كلا من ألمانيا النازية وإيطاليا الفاشية والبرتغال السلازارية، التي دعمت الطرف المتمرد منذ بداية الحرب. ولا من الاتحاد السوفيتي الذي ساعد الجمهورية الإسبانية منذ أكتوبر 1936.

## بداية سياسة عدم التدخل

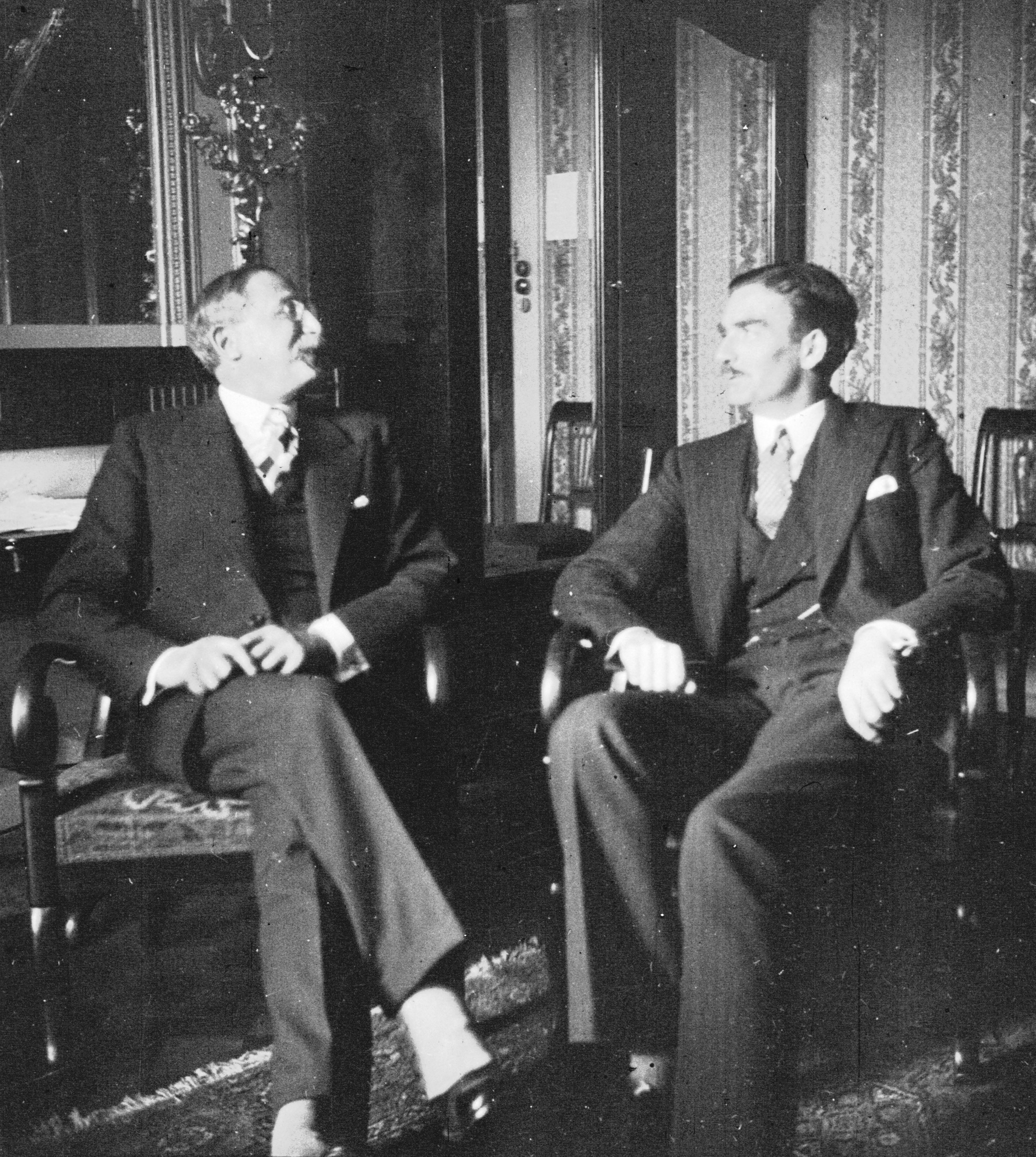
لقاء ليون بلوم مع أنتوني إيدن في جنيف سنة 1936

رأت فرنسا وبريطانيا العظمى أن «الحرب في إسبانيا» يمكن أن يزيد من تعقيد اللعبة الاستراتيجية الصعبة التي تجري على المستوى الأوروبي. ولهذا السبب كان التوجه الأول لدبلوماسية هذه القوى هو السعي إلى الابتعاد عن الصراع الإسباني. وأعقب هذا التكتيك أول التدابير الدولية الكبرى: اتفاق عام على عدم التدخل الذي ضمت إليه 27 دولة من أوروبا، التي لم تظهر في وثيقة مكتوبة، وتأسيسها للجنة عدم التدخل ومقرها لندن.
تم تحديد «عدم التدخل» من خلال «سياسة الاسترضاء» البريطانية لألمانيا النازية، والتي تم جر حكومة «الجبهة الشعبية الفرنسية» إليها، والتي لم يكن لديها سوى البريطانيين أمام عدوان ألماني محتمل. وفي بريطانيا العظمى بدأت أيضًا الحكومة المحافظة تميل إلى نحو المتمردين، خوفا من أن تقع إسبانيا «في حالة من الفوضى بشكل من أشكال البلشفية» (على حد قول القنصل البريطاني في برشلونة)، خاصة من فبراير 1938 عندما تم استبدال أنتوني إيدن على رأس وزارة الخارجية باللورد هاليفاكس. والعكس صحيح بالنسبة للعمال والنقابات، فهناك العديد من المثقفين الذين تعاطفوا مع الجانب الجمهوري. ومن جانبها حاولت فرنسا في بداية خجولة مساعدة الجمهورية، التي اتهمت بدفع حوالي 150 مليون من الدولارات على شكل مساعدات عسكرية (طائرات وطيارين، وما إلى ذلك)، وكان عليها أن تخضع للمبادئ التوجيهية للمملكة المتحدة وتوقف المساعدة (بالإضافة إلى ذلك حاولت فرنسا وبريطانيا تثبيط مشاركة مواطنيهما في دعم القضية الجمهورية على الرغم من أن العديد من الفرنسيين والإنجليز ذهبوا إلى إسبانيا متطوعين، من بينهم مالرو وأورويل، سواء انضموا إلى الألوية الدولية أم لا).
جاءت فكرة توقيع الدول الأوروبية الرئيسية على «اتفاقية عدم التدخل في إسبانيا» من حكومة ليون بلوم الفرنسية، بعد يومين من اكتشاف أن الفاشيين الإيطاليين كانوا يساعدون المتمردين عندما أرسلت طائرتان لموسوليني إلى الجنرال فرانكو هبطتا عن طريق الخطأ في مستعمرة الجزائر الفرنسية بتاريخ 30 يوليو. كانت فكرة الحكومة الفرنسية أنه نظرًا لأنها لم تستطع مساعدة الجمهورية (لأن ذلك سيعني فتح صراع داخلي كبير في المجتمع الفرنسي وإغلاق العلاقات مع حليفها «الحيوي» بريطانيا العظمى) فيمكنهم على الأقل منع المساعدات للمتمردين (أول دليل على تصميمهم على الدفاع عن «عدم التدخل» أغلقت الحكومة الفرنسية الحدود مع إسبانيا في 13 أغسطس). انضمت الحكومة البريطانية بسرعة إلى المشروع، على الرغم من أنه «وضع حكومة شرعية مع جنود متمردين على نفس الطائرة».

## ميثاق عدم التدخل
في نهاية أغسطس 1936 قررت الدول الأوروبية الـ 27 جميعها (باستثناء أندورا وليختنشتاين وموناكو وسويسرا ومدينة الفاتيكان) التي وقعت على «اتفاقية عدم التدخل في إسبانيا» «الامتناع الصارم عن أي تدخل، سواءا مباشر أو غير مباشر في الشؤون الداخلية لذلك البلد» وحظروا«تصدير أو إعادة تصدير أو عبور جميع أنواع الأسلحة والذخائر والمواد الحربية إلى إسبانيا والممتلكات الإسبانية أو المحمية المغربية». من أجل الوفاء بالاتفاق تم إنشاء لجنة عدم التدخل في لندن في 9 سبتمبر تحت رئاسة المحافظ ايفور وندسور حيث تم تمثيل جميع القوى الأوروبية الرئيسية، وهي ألمانيا وإيطاليا والاتحاد السوفيتي.
وكانت الدول الأوروبية الـ 27 التي انضمت إلى الاتفاقية هي: ألبانيا وألمانيا والنمسا وبلجيكا وبلغاريا وتشيكوسلوفاكيا والدنمارك وإستونيا وفنلندا وفرنسا واليونان والمجر وأيرلندا وإيطاليا ولاتفيا وليتوانيا ولوكسمبورج والنرويج وهولندا وبولندا والبرتغال والمملكة المتحدة ورومانيا والسويد وتركيا والاتحاد السوفيتي ويوغوسلافيا.
ولكن من الناحية العملية أصبحت سياسة «عدم التدخل» مهزلة كما أطلق عليها بعض المعاصرين، لأن ألمانيا وإيطاليا والبرتغال لم توقف شحنات الأسلحة والذخيرة إلى المتمردين على الإطلاق. وفي 28 أغسطس في نفس اليوم تقريبًا الذي تم فيه التوصل إلى اتفاق «عدم التدخل»، التقى رؤساء المخابرات العسكرية الألمانية الأدميرال فيلهلم كاناريس والإيطالية الجنرال ماريو رواتا في روما من أجل «مواصلة (على الرغم من حظر الأسلحة) توريد المواد الحربية وتسليم الذخيرة على النحو الذي طلبه الجنرال فرانكو».
سعت حكومة الجمهورية الإسبانية، من خلال وزير الدولة خوليو ألفاريز ديل فايو بعد أن اشتكت مرارًا وتكرارًا من انتهاكات إيطاليا وألمانيا لميثاق عدم التدخل، ووفرت المواد الحربية والمساعدات العسكرية للجانب المتمرد. وفي 25 سبتمبر 1936 قدمت طلب الحماية الدولية من عصبة الأمم، ولكن الهيئة الدولية تجاهلت مرارا وتكرارا شكاوى حكومة الجمهورية. ثم بدأت حكومة الجمهورية بتلقي المواد الحربية من الاتحاد السوفياتي من الشهر التالي.

## دوريات للمراقبة البحرية

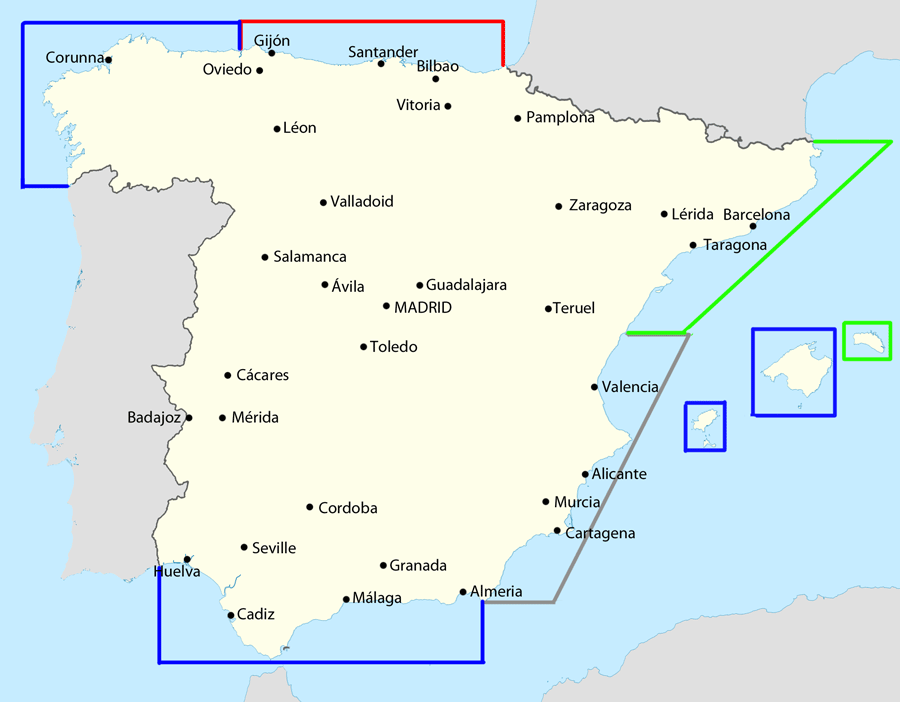
خريطة توضح تأسيس مناطق المراقبة للبلدان الأربعة (الأحمر - المملكة المتحدة؛ الأزرق - فرنسا؛ الأخضر - إيطاليا؛ الرمادي - ألمانيا).

في ضوء عدم تفعيل لجنة عدم التدخل، اقترحت الحكومة البريطانية في أواخر عام 1936 خطة مراقبة بحرية للإشراف على السفن التي كانت متجهة إلى الموانئ الإسبانية في وقت كان الألمان والإيطاليون يزيدون مساعدتهم بقوة للمتمردين (فيلق الكندور من الأول وCTV من الثاني). هذا هو السبب في أن الخطة استغرقت وقتًا للموافقة عليها ولم توقع عليها الدول ال 27 أوروبية حتى 8 مارس 1937، ومع ذلك فهي لم تدخل حيز التنفيذ إلا بعد شهر ونصف، أي في منتصف الليل 19-20 أبريل. كانت الخطة أن يتم تفتيش شحنة السفن التجارية من قبل مراقب من لجنة عدم التدخل الذي سيصعد ويشهد الإنزال في الميناء الإسباني. للسيطرة على أن المراقب كان في الواقع على متن السفينة، سيتم نشر مشاة البحرية من القوى الأربع على السواحل الإسبانية، ومنحت بريطانيا العظمى ساحل الباسك ومنطقة المضيق من الولبة إلى كابو دي جاتا في ألمرية، بالإضافة إلى جزر الكناري؛ وفرنسا من ساحل كانتابريا إلى إقليم الباسك والساحل الجاليكي ومحمية المغرب الإسبانية ومايوركا وإيبيزا؛ وساحل البحر الأبيض المتوسط لألمانيا وإيطاليا (من كابو دي جاتا إلى أوروبيسا إلى ألمانيا، من أوروبيسا إلى الحدود الفرنسية ومنها مينوركا إلى إيطاليا). لكن سيكون للبحرية الحق فقط في ايقاف السفن في المياه الدولية التي وقعت حكوماتها على الاتفاقية (لم يشمل ذلك السفن الإسبانية على أي من جانبي الحرب. وكذلك علم بنما، وهو العلم الذي استخدمه التجار الألمان عندما يقتربوا من إسبانيا) وإلى أولئك الذين يتم إخطارهم في حالة انتهاك القاعدة، دون أن يتمكنوا من الاستيلاء عليها. لم تتدخل البحرية التابعة للاتحاد السوفيتي في خطة المراقبة البحرية لأنه لم يكن لديها قاعدة بحرية تعمل منها سفنها الحربية.
لم تكن دوريات المراقبة البحرية لأجل الحصار، لذلك ففرص تلك المنظومة في منع تهريب المتطوعين والمواد الحربية إلى أطراف النزاع في إسبانيا ضئيلة جدًا. في الواقع لم يكن صعبًا على قبطان التهريب أن يتحايل على المراقبة، بل يكفي على سبيل المثال رفع علم دولة ليست موقعة على الاتفاقية. وكذلك قام الحزب الشيوعي الفرنسي بناء على طلب من الحكومة الجمهورية، بإنشاء خط شحن للتحايل على المراقبة أسماه France-Navigation (التي يقومون بتغيير الاسم والعلم ويكون «مراقب» لجنة مراقبة عدم التدخل مشوشا عندما تصل السفينة إلى الميناء الجمهوري)، ومن ناحية أخرى تم نقل المواد السوفيتية من البحر الأسود بواسطة السفن الإسبانية ومن صيف 1937 تم استخدام طريق البلطيق-لوهافر-إسبانيا للتحايل على الحصار في البحر الأبيض المتوسط. أما بالنسبة للسفن التي زودت جانب المتمردين، فلم تجد صعوبة كبيرة في التحايل على الدورية البحرية لأن الألمان بادلوا علمهم ببنما في منتصف الطريق خلال رحلتهم والإيطاليين على الأرجح بالعلم الإسباني.
أدى انطلاق دوريات المراقبة البحرية إلى زيادة في وجود السفن الحربية البريطانية والفرنسية والألمان والإيطاليون حول السواحل الإسبانية، وبالتالي من خطر تعرضهم لهجوم من قبل الطيران أو البحرية من الجانبين المتحاربين عندما يخطئ في اعتبارهم وحدات بحرية معادية. كانت الحالات الأكثر خطورة هي الهجمات هي على المدمرة الإنجليزية HMS Hunter، والسفينة التجارية الإيطالي المسلحة Barletta والطراد الألماني دويتشلاند.
وقعت حادثة هنتر في 13 مايو 1937 على بعد أميال قليلة جنوب ألمرية عندما اصطدمت المدمرة بلغم وضعه «المتمردين» ومات ثمانية من أفراد الطاقم وجرح أربعة وعشرون، تم إنقاذهم من قبل البارجة خايمي الأول ثم نقلتها السفن البريطانية إلى جبل طارق. وقدمت الأميرالية احتجاجًا قويًا للجنرال فرانكو وطلبت التعويض، لكن «القوميون» نفوا مسؤوليتهم وقالوا إن اللغم كان جمهوريًا. ومع ذلك تخلوا على الفور عن حملة التلغيم، مما جعل سفينة HMS Hunter الحربية هي الوحيدة التي تضررت من لغم خارج حدود الثلاثة أميال.
أما بالنسبة للحادثين الآخرين فإن نتائجها كانت أكثر خطورة. ففي الأولى قصفت خمس طائرات توبوليف س-بي السوفيتية القاعدة المتمردين البحرية في بالما دي مايوركا في 26 مايو 1937، فتضررت السفينة التجارية الإيطالية المسلحة بارليتا بالكامل وقتل ستة ضباط. أثارت الحكومة الإيطالية احتجاجًا قويًا أمام حكومة فالنسيا، ونتيجة لذلك قبلت حكومة الجمهورية، التي كانت تخشى نوعًا من الانتقام من قبل الطيران الإيطالي أو البحرية، وجود منطقة أمنية. في ميناء بالما للسفن الحربية الأجنبية التي لن يتم قصفها.

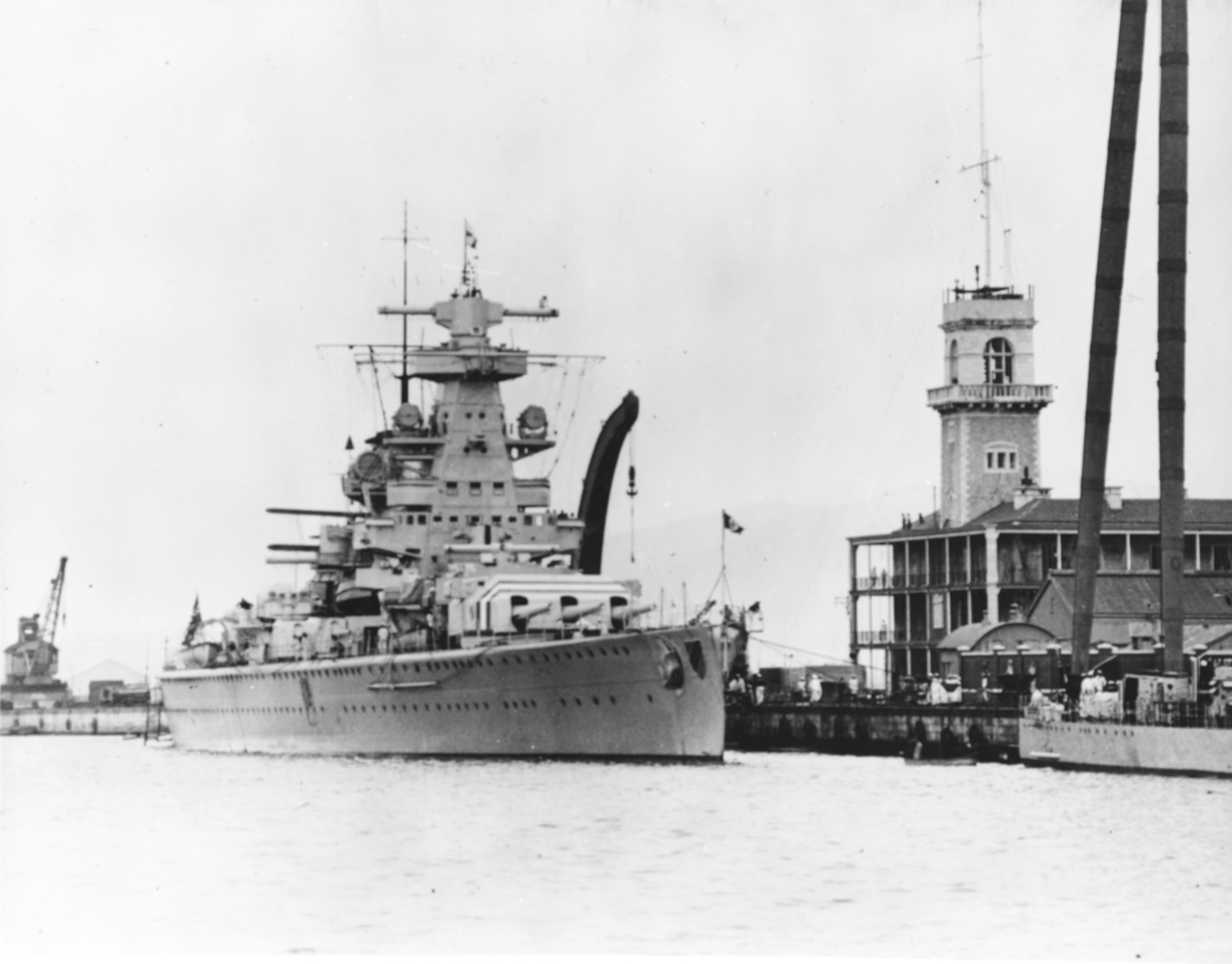
البارجة الحربية الألمانية أدميرال شير في جبل طارق سنة 1936.

كان الانتقام والخطير للغاية، هي حادثة دويتشلاند وهي سفينة حربية ألمانية من دوريات المراقبة التي كانت راسية في طريق إيبيزا الذي تم قصفه في الساعة 7 مساء يوم 29 مايو بواسطة طائرتين توبوليف السوفيتيتين، مما أسفر عن مقتل 31 من أفراد الطاقم وإصابة 70. وفقًا لرواية الطيارين السوفييت، فقد أخطأوا في دويتشلاند على أنها سفينة للمتمردين وبالتالي هاجموها، وأصروا أيضًا على أن السفينة الحربية الألمانية قد أطلقت عليهم النار، وهو زعم نفيه الألمان قائلين إن الهجوم كان مع سبق الإصرار. في اليوم التالي الأحد 30 مايو، أعلن ممثل ألمانيا في لجنة عدم التدخل انسحاب ألمانيا من دوريات المراقبة إلى أن حصل على ضمانات بعدم تكرار الحدث مرة أخرى.
وانتقاما لقصف السفينة دويتشلاند، أمر هتلر بقصف قرطاجنة أو فالنسيا، ولكن عندما علم أن هذه الموانئ مجهزة بمدفعية ساحلية قوية حول إلى ألمرية، التي تفتقر إليها على الرغم من أنه يعتقد أنها ستكون هناك السفينة الحربية خايمي الأول راسية فيها، مما يعطي للأسطول الألماني العذر لقصف مدينة معزولة. ولكن عندما علم قادة الأسطول المكون من البارجة الحربية الأدميرال شير ومعها أربعة مدمرات (الباتروس ولوش وسيدلر وليوبارد) أن خايمي في كارتاخينا للإصلاح، لم يوقفوا قصف ألمرية. فأطلقت السفن الألمانية الخمس 275 قذيفة، فتسبب بمقتل 19 شخصًا وإصابة 55 شخصًا، وأضرار جسيمة في المدينة.
لم يكن القلق الرئيسي لبريطانيا العظمى وفرنسا بعد حادثة دويتشلاند وقصف ألمرية هو إدانة الانتقام الألماني ولكن إعادة دوريات المراقبة إلى ألمانيا وإيطاليا التي تخلت عنها، وتم إعادتهم بعد أسبوعين بعد بيان صادر عن لجنة عدم التدخل اعترف بحق السلطة المتضررة في الانتقام، على الرغم من أنه ينبغي عليها التشاور مع الثلاثة الآخرين مقدمًا لمحاولة التوصل إلى اتفاق بشأن التدابير التي يتعين اتخاذها. وفي برلين اعتبر ذلك نجاحًا دبلوماسيًا كبيرًا، على الرغم من أنها لم تحصل على دعم بريطانيا العظمى وفرنسا عندما اندلعت أزمة دولية جديدة في 19 يونيو بسبب هجوم طوربيد مزعوم على الطراد الألماني لايبزيغ في بالقرب من وهران ولكنها لم تصب الهدف. فلم يؤمن البريطانيون ولا الفرنسيون بصحة الحادث (في الواقع لم تكن أي من الغواصات الجمهورية الثلاث المتبقية في البحر الأبيض المتوسط وC-1 وB-1 وB-2 في حالة جيدة، كي تعمل في منطقة الهجوم المزعوم) ورفضوا المشاركة في أي نوع من الانتقام كما اقترح الألمان، مما أدى إلى تعليق اجتماعات لجنة عدم التدخل مرة أخرى. من جانبها ناقشت الحكومة الجمهورية الإسبانية اقتراح وزير الدفاع إنداليسيو برييتو بأن يهاجم الأسطول السفن الألمانية التي قصفت ألمرية، الأمر الذي سيعني الحرب مع ألمانيا، لذا فقد تم رفض الاقتراح.

## حملة الغواصات الأشباح ومؤتمر نيون
دفع انهيار نظام المراقبة البحرية بأن طلب فرانكو من موسوليني شخصيا نشر الأسطول الإيطالي من الغواصات في جميع أنحاء البحر الأبيض المتوسط لضرب السفن التجارية الإسبانية والسوفياتية التي تنقل مواد حربية ومتجهة نحو الموانئ الإسبانية من البحر الأسود. بين 19 أغسطس 1937 وبداية سبتمبر كان هناك ما لا يقل عن عشرين هجومًا من قبل الغواصات «الأشباح» أو «القراصنة»، ومع أن بريطانيا العظمى كانت تعلم أن هذه الغواصات إيطالية، مع انكار إيطاليا بذلك، لأنها فكت تشفير الرسائل المتبادلة بينهم، ولكن لا يمكنها الإعلان بذلك لأنه سيكشفهم فتغير البحرية الإيطالية شفرتها المستخدمة. التهديد بتدخل البحرية البريطانية بدعم من الفرنسيين أجبر إيطاليا لإنهاء العملية. وفي الوقت نفسه عُقد مؤتمر دولي في مدينة نيون السويسرية لمناقشة القضية التي رفضت إيطاليا وألمانيا حضورها. وفي مؤتمر نيون الذي عقد بين 11 و 14 سبتمبر 1937، تم الاتفاق على سلسلة من الطرق ليتبعها التجار في البحر الأبيض المتوسط وأن تحرسها المدمرات والطائرات البريطانية والفرنسية التي سيكون لها قاعدتها الرئيسية في الجزائر العاصمة. ثم المستعمرات الفرنسية. وبالتالي فإن أي غواصة مغمورة تهاجم سفينة محايدة دون سابق إنذار أو بالقرب من موقع الهجوم ستغرق، وستتدخل السفن الفرنسية والبريطانية أيضًا في الهجمات على السفن المحايدة بواسطة الطائرات والسفن السطحية غير الإسبانية. وأخيرًا شارك الأسطول الإيطالي أيضًا في دورية الطرق بفضل اتفاقية لاحقة مع بريطانيا، على الرغم من أن إيطاليا لم تعترف مطلقًا بأن الغواصات «القراصنة» أو «الأشباح» كانت خاصة بها.
كانت اتفاقيات مؤتمر نيون أحد النجاحات الدولية القليلة التي حققتها الجمهورية لأنها مثلت نكسة خطيرة للحصار الذي كان «القوميون» يحاولون فرضه على حركة المرور إلى موانئ البحر الأبيض المتوسط (لم تعد الغواصات قادرة على التنقل تحت الماء)، لذلك ركزت الإستراتيجية على الاستيلاء على السفن أو نسفها في مياه الإقليمية وعلى قصف الطيران الإيطالي والألماني (الذي يطير بشارات الطيران «المتمردين») من قواعدها في مايوركا., 